# Emil Breslaur
Emil Breslaur (även stavat Breslauer), född 29 maj 1836 i Cottbus, död 26 juli 1899 i Berlin, var en tysk musiker.
Breslaur studerade vid Julius Sterns musikkonservatorium, var 1868–1879 lärare i pianospel och musikteori vid Theodor Kullaks akademi i Berlin och musikreferent, stiftade 1879 en förening av musiklärare och ett seminarium för utbildande av sådana (Berliner Konservatorium und Klavierlehrer und -lehrerinnen zu Berlin). För det instruktiva arbetet Die technischen Grundlagen des Klavierspiels (1874) fick han professors titel, och den från 1878 utgivna tidskriften "Der Klavierlehrer" gjorde honom känd i vida kretsar. Han skrev även en Methodik des Klavierunterrichts (1886, andra upplagan 1896) samt redigerade 11:e upplagan av Julius Schuberths musiklexikon (1890 ff., fortsatt till 1894 av Bernhard Vogel). Han komponerade pianostycken, körverk och sånger.